# クリスティーン・カヴァナー
クリスティーン・カヴァナー（Christine Cavanaugh、1963年8月16日 - 2014年12月22日）は、アメリカ合衆国出身の女優である。
ユタ州シーダーシティの自宅で2014年12月22日に死亡した。51歳没。死因については公表されていない。

## 出演作品

### テレビ
- HEY!レイモンド
- ERVII緊急救命室
- ラグラッツ（チャッキー・フィンスター）

### 映画
- ラグラッツのパリ探検隊（チャッキー・フィンスター）
- ラグラッツ・ムービー（チャッキー・フィンスター）
- 侵入
- ベイブ（ベイブ）